# Cruriraja atlantis
Cruriraja atlantis (лат.) — вид скатов рода Cruriraja отряда скатообразных. Обитают в северо-западной и центрально-западной части Атлантического океана. Встречаются на глубине до 788 м. Их крупные, уплощённые грудные плавники образуют округлый диск с треугольным вытянутым рылом. Максимальная зарегистрированная длина 34 см. Откладывают яйца. Не являются объектом целевого промысла.

## Таксономия
Впервые новый вид был научно описан в 1954 году. Видовой эпитет происходит от географического места обитания. Голотип представляет собой самку длиной 33,2 см и диском шириной 17,5 см, пойманную у берегов Кубы (23°10′ с. ш. 81°23′ з. д.) на глубине 685 м.

## Ареал
Эти донные скаты обитают у берегов Кубы, США (Флорида) и Багамских островов. Встречаются на глубине от 512 до 788 м.

## Описание
Широкие и плоские грудные плавники этих скатов образуют диск в виде ромба с треугольным рылом и закруглёнными краями. На вентральной стороне диска расположены 5 жаберных щелей, ноздри и рот. Хвост длинный и тонкий. Дорсальная поверхность диска окрашена в бледно-коричневый цвет,  спинные плавники чёрные. Вентральная поверхность желтоватая, брюхо покрывают бледные пятна. Расстояние между спинными плавниками превосходит длину основания первого спинного плавника. На затылочной и лопаточной области имеются шипы. Максимальная зарегистрированная длина 34 см.

## Биология
Эти скаты откладывают яйца, заключённые в твёрдую роговую капсулу с выступами по углам. Эмбрионы питаются исключительно желтком. Самцы достигают половой зрелости при длине 30 см.    

## Взаимодействие с человеком
Эти скаты не являются объектом целевого лова. Могут попадаться в качестве прилова при донном тралении. Данных для оценки Международным союзом охраны природы охранного статуса вида недостаточно.